# لويس إغنارو
لويس إغنارو (بالإنجليزية: Louis J. Ignarro)‏ ـ (ولد في 31 مارس 1941) هو عالم أدوية أمريكي من جذور إيطالية. فاز بجائزة نوبل في الطب سنة 1998 بالمشاركة مع مواطنيه روبرت فورشغوت وفريد مراد لاكتشافاتهم المتعلقة بدور أكسيد النيتريك كناقل للإشارات في الجهاز الدوري.

## نشأته ودراسته العلمية
ولد إغنارو لأبوين من المهاجرين الإيطاليين، ونشأ قرب مدينة نيويورك. أحب دراسة العلوم منذ طفولته، فدرس الصيدلة في جامعة كولومبيا الأمريكية وحصل منها على درجة البكالوريوس في الصيدلة سنة 1962، ثم دكتوراه الفلسفة في علم الأدوية من مدرسة الطب بجامعة مينيسوتا سنة 1966، ثم حصل على زمالة ما بعد الدكتوراه في مجال علم الأدوية الكيميائي من معاهد الصحة الوطنية الأمريكية سنة 1968.
إغنارو هو عضو باللجنة العلمية لشركة نيكوكس الفرنسية للأدوية، وعضو مجلس إدارة شركة أنتيبي للدوائيات (شركة كندية تختص باكتشاف الأدوية) وعضو مجلس إدارة منظمة أوبريشن يو إس إيه (بالإنجليزية: Operation USA)‏، وهي منظمة غير ربحية، وعضو للمجلس الاستشاري الوطني لشركة هربالايف (بالإنجليزية: Herbalife)‏، وهي شركة ربحية تعمل في مجال التغذية والتخسيس.

## عمله الأكاديمي
يعمل إغنارو منذ سنة 1985 وحتى اليوم أستاذاً لعلم الأدوية في قسم الفارماكولوجيا الجزيئية والطبية بمدرسة الطب التابعة لجامعة كاليفورنيا في لوس أنجلوس. وقد عمل قبلها أستاذاً لعلم الأدوية في مدرسة الطب بجامعة تولين في نيو أورليانز لمدة 12 عاماً. كما عمل قبل ذلك بقسم الأبحاث بشركة سيبا غايجي للأدوية بنيويورك.
تركزت أبحاث إغنارو حول الكيمياء وعلم الإنزيمات وفسيولوجيا الجهاز الدوري، ونشر العديد من الأوراق البحثية منفرداً أو مع آخرين.
أسس إغنارو جمعية أكسيد النيتريك (بالإنجليزية: Nitric Oxide Society)‏، واشترك في تأسيس دورية «بيولوجيا وكيمياء أكسيد النيتريك» (بالإنجليزية: Nitric Oxide Biology and Chemistry)‏ وكان رئيساً لتحريرها.

## التكريمات والجوائز
بالإضافة إلى حصول إغنارو على جائزة نوبل في الطب سنة 1998، حصل أيضاً على جائزة الأبحاث الأساسية من جمعية القلب الأمريكية سنة 1998، «تقديراً لأبحاثه البارزة التي ساهمت في تطور دراسة القلب والأوعية الدموية». وفي نفس العام أصبح عضواً بالأكاديمية الوطنية (الأمريكية) للعلوم، ثم أصبح في العام التالي عضواً بالأكاديمية الأمريكية للفنون والعلوم. وفي سنة 2008 عادت جمعية القلب الأمريكية لتمنحه جائزة العالم المتميز.
حصل إغنارو ـ حتى عام 1998 ـ على جائزة التفاحة الذهبية 11 مرة (وهي جائزة يمنحها طلبة مدرسة الطب بجامعة كاليفورنيا سنوياً لأفضل أستاذ).

## روابط خارجية
- لويس إغنارو على موقع الموسوعة البريطانية (الإنجليزية)
- لويس إغنارو على موقع مونزينجر (الألمانية)
- لويس إغنارو على موقع إن إن دي بي (الإنجليزية)